# Allentown (Georgia)
Allentown è un comune degli Stati Uniti d'America, situato nello Stato della Georgia. Il comune è diviso tra ben quattro contee, ossia la contea di Wilkinson, la contea di Twiggs, la contea di Laurens e la contea di Bleckley.